# Glaphyrus turkestanicus
Glaphyrus turkestanicus är en skalbaggsart som beskrevs av Semenov 1889. Glaphyrus turkestanicus ingår i släktet Glaphyrus och familjen Glaphyridae. Inga underarter finns listade i Catalogue of Life.